# 清水新助
清水 新助（しみず しんすけ、生没年不詳）は、安土桃山時代から江戸時代前期にかけての槍術家。

## 経歴・人物
武蔵川越藩士の船津八郎兵衛に船津流槍術を学び、その流派を伝えた。